# ليزاردو غاريدو
ليزاردو غاريدو (بالإسبانية: Lizardo Garrido)‏ مواليد 25 أغسطس 1957 في سانتياغو، تشيلي، هو لاعب كرة قدم تشيلي سابق كان يلعب كمدافع. سبق له أن لعب في كأس العالم لكرة القدم مع منتخب بلاده.

## المسيرة الاحترافية

### أندية لعب لها
- كولو-كولو
- سانتوس لاغونا

## روابط خارجية
- ليزاردو غاريدو على موقع الاتحاد الأوربي (الإنجليزية)
- ليزاردو غاريدو على موقع قاعدة بيانات كرة القدم.إي يو (الإنجليزية)
- ليزاردو غاريدو على موقع ليكيب (الفرنسية)
- ليزاردو غاريدو على موقع ناشيونال فوتبول تيمز (الإنجليزية)
- ليزاردو غاريدو على موقع Soccerway.com (الإنجليزية)
- ليزاردو غاريدو على موقع عالم كرة القدم.نت (الإنجليزية)